# Яаков Зрубавель
Яаков Зрубвель (14 [26] січня 1886, Полтава, Російська імперія — 2 червня 1967, Тель-Авів, Ізраїль) — діяч робочого сіонізму, публіцист і письменник, один із засновників і лідерів руху «Поалей-Ціон», а в подальшому - ізраїльської партії МАПАМ. Член керівництва Всесвітньої сіоністської організації та Єврейського агентства.

## Життєпис
Яаков-Ізраїль Віткін народився в 1886 році в Полтаві. Його батько Ефраїм Арон Віткін, чий вік до цього часу наближався до 60 років, був відомим в місті софером і меламедом, а мати займалася випічкою хліба. У перші роки хлопчик отримував приватну освіту у кращих місцевих вчителів, але після смерті батька, в 12 років, продовжив навчання у публічній школі, де викладання загальних предметів велося російською. Після закінчення школи мати збиралася віддати Якова в єшиву, але він наполіг на отриманні робітничої професії і чотири роки навчався на столяра.
У 17 років почав допомагати старшому брату, которий малював вивіски і робив написи на надгробках. В цей же час він приєднався до руху «Поалей Ціон», який в цей час формувався у Полтаві під керівництвом Ісаака Шимшелевича (надалі відомого як Іцхак Бен-Цві). Коли в дні революції 1905-1907 років по Російської імперії прокотилася хвиля погромів, Віткін та Шимшелевич зайнялися створенням в Полтаві загонів єврейської самооборони, для яких Віткін контрабандою провіз з німецького кордону 40 пістолетів; в результаті вдалося уникнути єврейських погромів в Полтаві. У ці ж дні він взяв собі підпільний псевдонім Зрубавель, який згодом став його  офіційним прізвищем.
У 1906 р переїхав у Вільнюс, де заснував видавництво "Дер Гамер", друкувався в Поалей-сіоністських виданнях. У 1907-1909 рр. неодноразово арештовувася за політичну діяльність. Випускав у в'язниці рукописний щомісячник на їдиші "Дер тфісе-ге-данк". У петербурзьких єврейських газетах "Дер Фрайнд" публікувався цикл його есе "Листи з того світу". Після звільнення в 1908 р заснував у Вільнюсі газету "Юнгт-Штим". У 1908 р переїхав на Галичину, редагував партійний орган "Дер ідішер Арбайтер" і разом з Б. Бороховим - "Дос Фрае ворт". Потім в Палестині був секретарем Поалей-сіоністської організації в Єрусалимі. У 1912 р відвідав Америку, Англію і Францію, де пропагував сіоністські ідеї. У 1915 р втік до США від переслідувань турецької влади. Після Жовтневого перевороту повернувся в Україну, де вів партійну і громадську роботу, був членом Тимчасового національних зборів, а також "Культур-Ліги". У 1918 р оселився у Варшаві, де впродовж 18 років очолював партію лівих Поалей-сіоністів, редагував їх видання, друкувався в багатьох газетах і журналах. З 1935 р повернувся в Палестину, жив в Тель-Авіві, де заснував тижневик на їдиші "Най-ВЕЛТ", завідував архівом партії і випускав її бюлетень, вів партійну роботу, займався журналістикою. Вимагав проголошення їдишу однією з офіційних мов держави Ізраїль. Помер Яаков Зрубавель в 1967 році в Тель-Авіві.